# Turóctölgyes
Turóctölgyes (1899-ig Dubovó, szlovákul Dubové, németül Daun) község Szlovákiában, a Zsolnai kerületben, a Stubnyafürdői járásban.

## Fekvése
Turócszentmártontól 30 km-re délnyugatra, a Turóc partján.

## Története
A falu a Körmöcbányáról a Felső-Nyitra vidékre menő út mellett keletkezett a 13. században. Első írásos említése „Doba” alakban 1262-ben történt, nevét valószínűleg a környező tölgyerdőkről kapta. 1266-ban „Dubowa”, 1302-ben „Dubowa”, 1363-ban „Dubova”, „Doba seu Dubova” néven szerepel a korabeli forrásokban. A 15. századig prónai nemesek birtoka. A 16. századtól a Nyáry, Kereskényi és Révay családoké. 1523-ban említik először a falu bíráját. 1715-ben 33 háztartása volt. Sörfőzdéjét 1739-ben alapították. 1785-ben 79 házában 547 lakos élt.
A 18. század végén Vályi András így ír róla: „DUBOVA. Tót falu Turócz Vármegyében, földes Urai Gróf Nyáry, és B. Prónay Uraságok, lakosai katolikusok, fekszik Sz. Mihálynak szomszédságában, ’s ennek filiája, Mosócztól egy mértföldnyire, Nyitra Vármegyének szomszédságában, földgye közép termékenységű, réttye kétszer kaszáltatik, legelője elég, fája tűzre, és épűletre a’ határban sok is, vadászattya jeles, a’ községnek egy réttye is van, második Osztálybéli.”
1828-ban 96 háza volt 498 lakossal, akik főként állattartással, fazekassággal, gyógyolaj készítéssel, erdei munkákkal foglalkoztak.
Fényes Elek 1851-ben kiadott geográfiai szótárában így ír a faluról: „Dubova, Thurócz m. tót falu, a Thurócz vize mellett: 60 kath., 438 evang. lak. Határja hegyes és soványacska, rétjei jók, legelője, erdeje elég. Nevezetes savanyuviz-forrásáról, mellynek alkotó részei, vas anyag, alkali föld, melly a salétromsavanyban fel nem oszlik, só és mineral alkali; foganatára nézve feloszlat, ingerel, s a nyálkásságokat feloldozza. F. u. többen.”
A trianoni diktátumig Turóc vármegye Stubnyafürdői járásához tartozott.
A háború után sok lakója kivándorolt a tengerentúlra. 1923-ban egy tűzvészben 86 ház égett le.

## Népessége
| Év:            | 1994. | 2004.   | 2014.   | 2024.   |
| -------------- | ----- | ------- | ------- | ------- |
| Emberek száma: | 737   | 758     | 718     | 688     |
| Eltérés:       |       | +2,84 % | -5,27 % | -4,17 % |

| Év:            | 2023. | 2024.   |
| -------------- | ----- | ------- |
| Emberek száma: | 675   | 688     |
| Eltérés:       |       | +1,92 % |

1910-ben 943, túlnyomórészt szlovák lakosa volt.
2001-ben 762 lakosából 754 szlovák volt.
2011-ben 707 lakosából 674 szlovák.

## Nevezetességei
- A katolikus közösségi ház a 19. század második felében épült klasszicista stílusban.
- A község haranglába 1873-ban épült.

## Külső hivatkozások
- Hivatalos oldal
- E-obce.sk Archiválva 2009. augusztus 18-i dátummal a Wayback Machine-ben
- Községinfó
- Turóctölgyes Szlovákia térképén